# Bahía Stromness

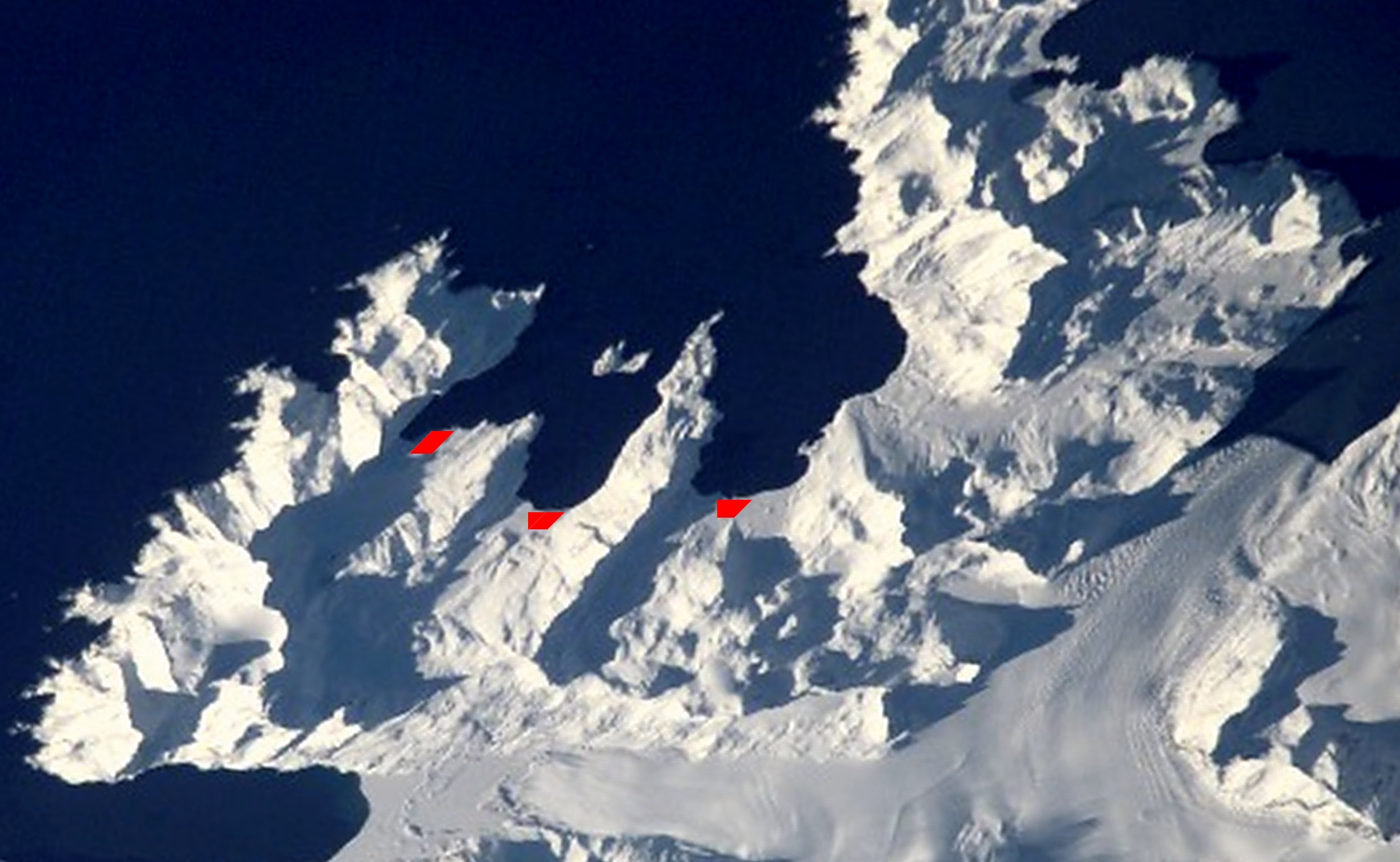
La bahía de Stromess con las balleneras Husvik, Stromness y Puerto Leith (de izquierda a derecha).

La bahía Stromness (en inglés: Stromness Bay) es una bahía de 4,8 km (3 millas) de ancho, que se encuentra entre el cabo Saunders y la península de Busen en la costa norte de la isla San Pedro del archipiélago de las islas Georgias del Sur. La bahía contaba con las balleneras Husvik, Stromness y Puerto Leith. Fue llamada así en homenaje a un centro ballenero de Escocia.

## Historia
Fue vista por primera vez en 1775 por el capitán James Cook y nombrada en 1912 por balleneros noruegos. El explorador Ernest Shackleton llegó a Stromness en mayo de 1916, después de que su barco naufragara. 
Durante la Segunda Guerra Mundial las estaciones balleneras del Atlántico sur fueron cerradas, con excepción de las de Grytviken y Puerto Leith. La mayoría de dichas estaciones fueron destruidas por los alemanes, mientras que el resto fueron utilizadas como bases militares por los aliados. 
Los británicos y noruegos residentes asistieron a la defensa de la isla durante la Segunda Guerra. Un buque de guerra de la Marina Real británica fue designado para patrullar las aguas de Georgia del Sur y la Antártida, el buque desplegó dos cañones de cuatro pulgadas para la protección de los accesos de las bahías de Cumberland y Stromness. Estas armas que todavía se encuentran en la bahía, fueron manejadas por balleneros noruegos. Las tres estaciones balleneras, Husvik, Stromness y Leith, estaban comunicadas por una calle de tierra a lo largo de la playa.
En el año 1982 se desarrollaron acciones bélicas en Puerto Leith, en el marco de la guerra de las Malvinas de aquel año.